# Temporada de tufões no Pacífico de 2006
A temporada de tufões do Pacífico de 2006 foi uma temporada abaixo da média, que produziu um total de 23 tempestades nomeadas, 15 tufões e seis supertufões. A temporada decorreu ao longo de 2006, embora a maioria dos ciclones tropicais se desenvolvam normalmente entre maio e outubro. A primeira tempestade nomeada da temporada, Chanchu, se desenvolveu em 9 de maio, enquanto a última tempestade nomeada da temporada, Trami, se dissipou em 20 de dezembro. Além disso, esta temporada foi mais ativa, cara e mortal do que a temporada anterior .
Ao longo da temporada, muitos tufões atingiram o continente com maior intensidade. O tufão Saomai foi o tufão mais poderoso a atingir a China por mais de 50 anos, como um tufão de categoria 4, responsável por mais de 400 mortes. O tufão Shanshan atingiu o Japão e se tornou o tufão mais caro nesta temporada, com um prejuízo total de cerca de US $ 2,5 bilhões. As Filipinas foram atingidas por um total de seis tufões, que registraram o maior número desde 1974 . Todos os seis tufões foram responsáveis por mais de 1.000 vítimas e vários milhões de danos. O tufão Ioke, que se formou no Pacífico Central, entrou na bacia e se tornou o furacão mais forte do Pacífico Central. Além disso, constatou-se que a proporção de tufões intensos foi de 0,73, a maior desde 1970 .
Este artigo limita-se em descrever todos os ciclones tropicais que se formaram em 2006 no Pacífico noroeste (ao norte da Linha do Equador e a oeste da Linha Internacional de Data). Sistemas tropicais que atinjam a intensidade de tempestade tropical que se formam em toda esta bacia oceânica ganham um nome dado pela Agência Meteorológica do Japão (AMJ). As depressões tropicais que se formam nesta bacia ganham um número e o sufixo "W". Todos os sistemas tropicais (incluindo depressões tropicais) ganham um segundo nome quando entram na área de responsabilidade Filipinas, dado pela Administração de Serviços Atmosféricos, Geofísicos e Astronômicos das Filipinas (PAGASA). Sendo assim, um sistema tropical poderá ter dois nomes diferentes. Depressões tropicais monitoradas pelo Joint Typhoon Warning Center dos Estados Unidos (JTWC) recebem um número com um sufixo "W".

## Previsões da temporada
| Previsões TSR Data  | Tempestades tropicais | Total Tufões       | TT intensas           | ACE    | Ref   |
| ------------------- | --------------------- | ------------------ | --------------------- | ------ | ----- |
| Média (1965–2005)   | 26.7                  | 16.9               | 8.6                   | 305    | [ 2 ] |
| 7 de março de 2006  | 27.1                  | 17.1               | 8.4                   | 298    | [ 3 ] |
| 5 de maio de 2006   | 29.0                  | 18.6               | 9.2                   | 326    | [ 2 ] |
| 7 de junho de 2006  | 29.0                  | 18.6               | 9.0                   | 315    | [ 4 ] |
| 5 de julho de 2006  | 29.0                  | 18.6               | 10.0                  | 349    | [ 5 ] |
| 4 de agosto de 2006 | 29.0                  | 18.6               | 9.3                   | 325    | [ 6 ] |
| temporada de 2006   | Centro de Previsões   | Ciclones tropicais | Tempestades tropicais | Tufões | Ref   |
| Atividade atual:    | JMA                   | 39                 | 23                    | 15     |       |
| Atividade atual:    | JTWC                  | 28                 | 23                    | 15     |       |
| Atividade atual:    | PAGASA                | 20                 | 16                    | 10     |       |

Durante o ano, vários serviços meteorológicos nacionais e agências científicas prevêem quantos ciclones tropicais, tempestades tropicais e tufões se formarão durante uma temporada e / ou quantos ciclones tropicais afetarão um determinado país. Essas agências incluíram o Tropical Storm Risk (TSR) Consórcio da University College London, PAGASA e Central Weather Bureau de Taiwan. Algumas das previsões levaram em consideração o ocorrido nas safras anteriores e as condições do La Niña observadas no ano anterior.
Em 7 de março, o Tropical Storm Risk divulgou sua primeira previsão para a temporada em um intervalo estendido, prevendo uma temporada próxima à média de 27 tempestades tropicais, 17 tufões e 8 tufões intensos. O ACE previsto foi em torno de 298.  Em 5 de maio, o Tropical Storm Risk divulgou sua segunda previsão para a temporada, elevando seu número para 29 tempestades tropicais, 19 tufões e 9 tufões intensos, com um ACE de 326. Isso se deve ao aquecimento observado das temperaturas da superfície do mar na região Niño 3,75 e aos padrões de corrente no Pacífico Central, indicando atividade ligeiramente mais alta.  A TSR divulgou sua terceira previsão para a temporada no dia 7 de junho, prevendo os mesmos números pelo mesmo motivo. Embora em sua quarta previsão durante 5 de julho, a TSR afirmou que a temporada de 2006 será 15% acima da norma de 1965-2005. Portanto, eles aumentaram o número de tufões intensos para 10 e seu ACE para 349. A outra razão por trás disso é devido ao fato de que houve um aumento na atividade tropical e SSTs muito mais quentes na região do Niño 3,75 do que a previsão anterior.  Em 4 de agosto, a TSR divulgou sua previsão final. Eles reduziram o número de tufões intensos para 9 e o ACE para 325. Isso ocorreu porque foi relatado que uma ligeira diminuição na atividade tropical em relação à previsão anterior é devida apenas a uma ligeira diminuição nas SSTs na mesma região.

## Resumo sazonal

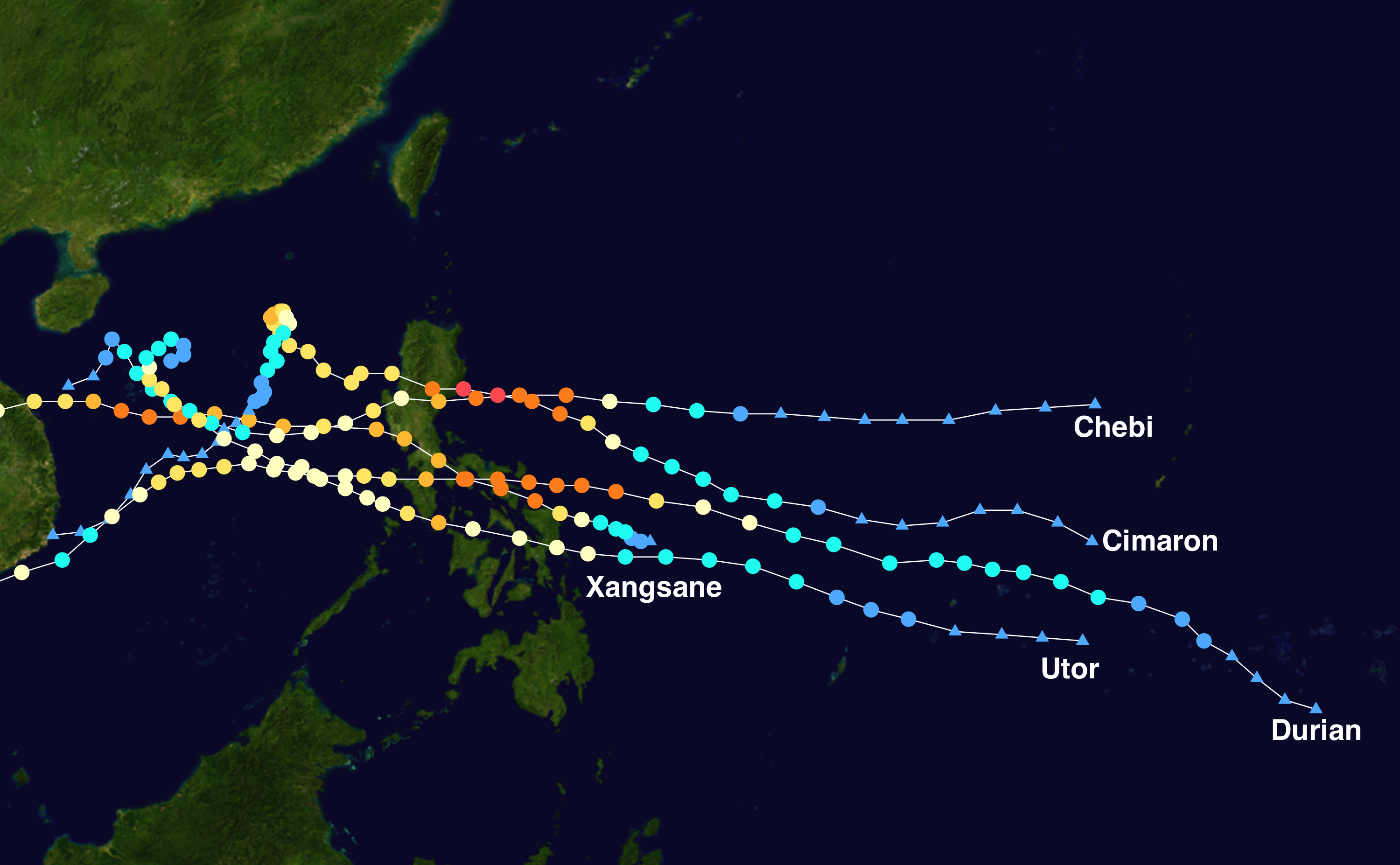
Percursos dos tufões que afetaram as filipinas durante o final de 2006

O índice de energia de ciclone acumulada (ACE) para a temporada de tufões no Pacífico de 2006 foi de 240.3336 unidades. Em termos gerais o ACE é medido da força da tempestade tropical ou subtropical multiplicado por o tempo de existiu. Ele apenas é calculado para avisos completos em tempestade tropicais específicos e sistemas subtropicais que chegam ou excedem a velocidade de 63 km/h (39 mph).
A temporada de tufões no Pacífico vai ao longo de 2006 e não tem limites oficiais, embora a maioria dos ciclones tropicais dessa bacia geralmente se desenvolva dos meses de maio a outubro. Apesar da temporada ter se mostrado ativa, a maioria dos ciclones tropicais se desenvolveu durante a segunda metade do ano, com apenas um tufão, o Chanchu, se desenvolvendo durante o mês de maio. Alguns sistemas menores também se desenvolveram antes de maio, com o primeiro sistema tropical do ano, Agaton, se desenvolvendo no leste das Filipinas em 20 de janeiro, trazendo pequenos danos ao cruzar o país poucos dias depois.
A ciclogênese tropical tornou-se muito favorável durante o final de junho com as formações de Jelawat e Ewiniar . Foi também durante a mesma época em que a NOAA declarou que o fraco El Niño de 2006-2007 havia começado.  De meados de julho ao início de agosto, três tempestades "consecutivas" atingiram a China, que foram Bilis, Kaemi e Prapiroon . Com os três combinados, mais de 900 pessoas morreram e os danos foram relatados em mais de US $ 5 bilhões. Pouco depois, os ambientes em toda a maior parte da bacia tornaram-se favoráveis com menos cisalhamento, mais convecção e água mais quente, à medida que três tempestades simultâneas, Maria, Saomai e Bopha, formaram e afetaram três massas de terra diferentes, como Japão, China e Taiwan, respectivamente. Mais tarde, no mesmo mês, o furacão Ioke entrou na bacia vindo do Pacífico Central como a tempestade mais forte do Pacífico Central na história, como uma poderosa tempestade de categoria 5.
Em setembro, uma tempestade tropical sem nome e não classificada foi descoberta pelo meteorologista Gary Padgett e Dr. Karl Hoarau. Mais tarde, o tufão Xangsane afetou Luzon, nas Filipinas, causando grandes danos, com mais de 200 mortos.  O país viu quatro tempestades atingindo o continente, com três delas atingindo o status de supertufão de categoria 4 ou 5. O tufão Cimaron atingiu o continente no norte de Luzon como um supertufão de categoria 5 com danos mínimos.  Em novembro, o tufão Chebi atingiu a costa na mesma área que Cimaron, embora os efeitos do tufão tenham sido muito menores que os do Cimaron. Embora no final de novembro, o tufão Durian atingiu a região de Bicol . Os efeitos combinados com as cinzas do Vulcão Mayon mataram mais de 1.500 pessoas e danificaram pelo menos US $ 530 milhões. Durian também cruzou a bacia e entrou na bacia do Oceano Índico Norte, pela primeira vez desde 2003 . No início de dezembro, dois sistemas se formaram. O tufão Utor cruzou Visayas com danos mínimos; e a tempestade tropical Trami, um sistema muito fraco que não afetou nenhuma massa de terra se tornou o ciclone tropical final e se dissipou em 20 de dezembro.

## Sistemas

### Depressão tropical Agaton
Em 20 de janeiro, o JMA começou a monitorar uma pequena depressão tropical localizada a cerca de 555 km (345 mi) leste de Mindanao, no sul das Filipinas. À medida que viajava em uma direção errática para o noroeste, ele lentamente se tornou mais organizado. Em 23 de janeiro, a JMA avaliou que a tempestade atingiu ventos de 55 km / h (35 ventos de 10 minutos). Na mesma época, o PAGASA começou a emitir avisos sobre o sistema e deu a ele o nome local de Agaton . A depressão enfraqueceu ao cruzar o norte da Ilha Samar e o sul de Luzon . Viajando em direção ao oeste, o sistema não conseguiu se fortalecer e se dissipou em 27 de janeiro, enquanto estava localizado no Mar da China Meridional, a meio caminho entre o Vietnã e Bornéu .

### Depressão tropical 01W (Basyang)
Em 4 de março, uma depressão tropical se formou a partir de uma onda próxima ao equador a sudeste de Palau . O JTWC o atualizou para Tropical Storm 01W às 3 PM UTC no mesmo dia. O JTWC o rebaixou de volta para uma depressão em 5 de março devido ao cisalhamento, e nunca recuperou a força da tempestade tropical antes de se dissipar em 7 de março.

### Tufão Chanchu (Caloy)
O tufão Chanchu, conhecido nas Filipinas como tufão Caloy, foi o tufão mais intenso no Mar da China Meridional no mês de maio, de acordo com o Observatório de Hong Kong (HKO). A primeira tempestade nomeada da temporada de tufões do Pacífico de 2006, Chanchu foi formada em 8 de maio nas proximidades dos Estados Federados da Micronésia e progrediu para oeste. Gradualmente intensificou-se para uma tempestade tropical e, mais tarde, uma tempestade tropical severa antes de se mover pelas Filipinas. Em 13 de maio, Chanchu entrou no Mar da China Meridional e se tornou um tufão, de acordo com a Agência Meteorológica do Japão (JMA). As águas quentes e o fluxo favorável permitiram que a tempestade se intensificasse rapidamente até atingir o pico máximo de ventos sustentados de 175 km/h (109 mph) em 15 de maio. Por volta dessa época, o tufão mudou bruscamente para o norte em direção ao sudeste da China. Chanchu enfraqueceu ao se curvar para o nordeste, atingindo a costa perto de Shantou, Guangdong, em 17 de maio como uma forte tempestade tropical. O governo da China considerou o Chanchu o primeiro tufão a atingir a costa da província. No dia seguinte, a tempestade emergiu no Mar da China Oriental, tornando-se extratropical em 19 de maio antes de se dissipar a oeste de Kyushu.

### Depressão tropical 03 (AMC)
Uma área de distúrbios meteorológicos formou-se a cerca de 200 km ao sul da ilha de Hainan, China e foi classificada numa depressão tropical pela Administração Meteorológica da China em 3 de julho. A depressão moveu-se para noroeste e fez landfall em Hainan no mesmo dia. No dia seguinte, o sistema adentrou no Golfo de Tonkin e fez se segundo landfall perto da fronteira China/Vietnã e enfraqueceu-se rapidamente.

### Tempestade tropical severa Bilis (Florita)
A tempestade tropical severa Bilis, conhecida nas Filipinas com tempestade tropical Florita, foi uma tempestade tropical fraca que em julho de 2006, causou danos significativos em porções das Filipinas, Taiwan e sudeste da China. A palavra Bilis, atribuída pelas Filipinas, significa 'velocidade' ou 'rapidez' em tagalog.

### Tufão Kaemi (Glenda)
O tufão Kaemi (designação internacional: 0605; designação do JTWC: 06W; designação filipina: Glenda) foi um ciclone tropical que afetou as Filipinas e atingiu Taiwan e a China na última semana de Julho de 2006. Sendo o oitavo ciclone tropical, o quinto sistema nomeado e o terceiro tufão da temporada de tufões no Pacífico de 2006, Kaemi formou-se de uma área de distúrbios meteorológicos a sudeste de Guam em 8 de Julho e viajou pelo Oceano Pacífico e Mar da China Oriental por vários dias, finalmente atingindo Taiwan e a China em 24 de Julho.

### Depressão tropical (CMRG)
O Centro Meteorológico Regional de Guangdong, China (não sendo um centro nacional de meteorologia) identificou uma depressão tropical a cerca de 300 km ao sul de Xisha em 21 de julho. O sistema continuou fraco e dissipou-se no dia seguinte.

### Tufão Maria
Maria formou-se a partir de uma depressão tropical nas águas abertas do oeste do Oceano Pacífico. Em 5 de agosto, o JMA classificou a depressão como uma tempestade tropical enquanto o JTWC a manteve como uma depressão.   A tempestade rapidamente se intensificou em um tufão no dia seguinte, atingindo seu pico de intensidade com ventos de 130 km / h (80 mph) no início de 6 de agosto. A tempestade enfraqueceu gradualmente à medida que começou a recurvar, tornando-se paralela à costa sudeste do Japão. Em 9 de agosto, Maria enfraqueceu em uma depressão tropical e depois em um ciclone extratropical antes de se dissipar em 15 de agosto.  Maria teve apenas efeitos menores no Japão, principalmente chuvas fortes, que foram estimadas em mais de 400 mm (15,7 in) na Península de Izu .  Uma pessoa morreu após ser atingida por um raio e outras seis ficaram feridas.

### Tufão Saomai (Juan)
O tufão Saomai (designação internacional: 0608; designação do JTWC: 08W; designação filipina: Juan e às vezes chamado de super tufão Saomai) foi um ciclone tropical intenso que afetou áreas de Taiwan e a costa leste na República Popular da China. Saomai foi o oitavo sistema nomeado, o quinto tufão e o terceiro super tufão da temporada de tufões no Pacífico de 2006 reconhecido pelo Joint Typhoon Warning Center (JTWC). De acordo com a Agência Meteorológica do Japão (AMJ), Saomai foi o oitavo sistema tropical nomeado e o quinto tufão da temporada. O nome Saomai foi submetido pelo Vietnã e significa, em vietnamita, a "Estrela d'Alva" (sao Mai), uma referência ao planeta Vênus.

### Tempestade tropical severa Bopha (Inday)
A tempestade tropical Bopha (designação internacional: 0609; designação do JTWC: 10W; designação filipina: Inday) foi um ciclone tropical que afetou as Filipinas e atingiu Taiwan e a República Popular da China na primeira quinzena de agosto de 2006. Sendo o décimo terceiro ciclone tropical, o nono sistema tropical nomeado da temporada de tufões no Pacífico de 2006, Bopha formou-se de uma perturbação tropical em 5 de agosto a sudeste do arquipélago de Okinawa, Japão e atingiu Taiwan 3 dias depois, dissipando-se em 10 de agosto próximo de Hong Kong.

### Tempestade tropical severa Wukong
A tempestade tropical severa Wukong (designação internacional: 0610; designação do JTWC: 11W) foi um ciclone tropical que afetou o sul do Japão e a Península da Coreia em meados de Agosto de 2006. Sendo o décimo quarto ciclone tropical e o décimo sistema tropical nomeado da temporada de tufões no Pacífico de 2006. Wukong formou-se de uma perturbação tropical a leste das Filipinas e 12 de agosto e seguiu para norte-nordeste atingindo o sul do Japão em 17 de agosto, dissipando-se três dias depois sobre o Mar do Japão.

### Tempestade tropical Sonamu (Katring)
Em 13 de agosto, uma depressão tropical formou-se ao sul de Naha, Okinawa, e foi nomeada Katring por PAGASA e Sonamu por JMA. O nome Sonamu foi enviado pela DPR Coreia e significa um pinheiro . Sonamu começou a interagir com a vizinha tempestade tropical Wukong em 15 de agosto, com a saída do mais forte Wukong produzindo cisalhamento desfavorável sobre o ciclone. A JMA declarou o sistema uma depressão tropical e parou de emitir avisos em 16 de agosto. O JTWC veio logo em seguida.

### Depressão tropical 13W
Na tarde de 23 de agosto, a Administração Meteorológica da China declarou a formação de uma depressão tropical perto de Hainan . O Observatório de Hong Kong foi lançado no final da tarde. A depressão exigiu o sinal de ciclone tropical nº 1 em Hong Kong e Macau, o que significa que o centro de um ciclone tropical está a 800 km das respectivas Regiões Administrativas Especiais, podendo posteriormente afetá-las. A depressão atingiu o continente em Guangdong às 5:55 sou CST em 25 de agosto e dissipou mais tarde naquela manhã
.
O JTWC designou o sistema como Depressão Tropical às 9 PM UTC 24 de agosto, mas emitiu apenas dois avisos no sistema.

### Tufão Ioke
O furacão Ioke (também referido com Tufão Ioke foi o ciclone tropical com mais energia ciclônica acumulada (ECA) de qualquer ciclone tropical. Sendo o primeiro sistema tropical e único ciclone a se formar no Pacífico centro-norte da temporada de furacões no Pacífico de 2006, Ioke foi um ciclone tropical de longa duração e extremamente poderoso que quebrou vários recordes. Ioke deslocou-se sobre o Oceano Pacífico por 19 dias, alcançando a força equivalente a um furacão de categoria 5 na escala de furacões de Saffir-Simpson em três ocasiões.
O ciclone formou-se da zona de convergência intertropical em 20 de agosto de 2006 a uma distância considerável do sul do Havaí. Encontrando águas quentes, fracos ventos de cisalhamento e fluxo externo bem definido, Ioke intensificou-se de uma depressão tropical a um furacão de categoria 4 em apenas 48 horas. No final de 22 de agosto, o furacão enfraqueceu-se rapidamente para um furacão de categoria 2 antes de passar sobre o Atol de Johnston. Dois dias depois, o furacão encontrou condições favoráveis que permitiram a rápida intensificação e Ioke alcançou a força equivalente a um furacão de categoria 5 em 25 de agosto antes de cruzar a Linha Internacional de Data. Assim que continuava a seguir para oeste, a intensidade de Ioke flutuou e em 31 de agosto, o sistema passou perto da Ilha Wake com ventos constantes de 250 km/h (155 mph). Ioke enfraqueceu-se gradualmente assim que começou a seguir por uma trajetória para noroeste e norte e em 6 de setembro, o sistema tornou-se um ciclone extratropical. Os remanescentes de Ioke começaram a seguir mais velozmente para nordeste e por último, passou sobre o Alasca.

### Tempestade tropical Semnome
No início de setembro, um distúrbio tropical se desenvolveu perto da Ilha Wake e gradualmente se desenvolveu. Embora nunca tenha sido oficialmente avisado por nenhuma agência, o meteorologista Gary Padgett e o Dr. Karl Hoarau, da Universidade Cergy-Pontoise, presumiram que o sistema provavelmente era um ciclone tropical. Dr. Hoarau estimou que o sistema se tornou uma depressão tropical no início de 5 de setembro e rastreado norte-nordeste, atingindo intensidade de tempestade tropical 18 horas mais tarde. Naquela época, o sistema apresentava uma circulação de baixo nível bem definida, convecção significativa envolvendo a circulação e excelente vazão . Além disso, uma passagem QuikScat revelou ventos de superfície estimados de 95 km/h (60 mph). Na época em que o Dr. Haorau a classificou como tempestade tropical, o JTWC emitiu um Alerta de Formação de Ciclone Tropical e suas estimativas de intensidade de satélite alcançaram T2.5, indicando uma tempestade tropical mínima. Em 6 de setembro, o sistema começou a enfraquecer ao virar na direção norte-noroeste. A convecção tornou-se intermitente, queimando em torno da circulação, e o Dr. Haorau estimou que enfraqueceu para uma depressão mais tarde naquele dia. Continuando para o norte, o sistema mudou para uma região de águas mais frias e maior cisalhamento do vento, inibindo o redesenvolvimento. Em 9 de setembro, o sistema tornou-se mais extratropical por natureza e foi observado pela última vez pelo JTWC naquela época.

### Typhoon Shanshan (Luis)
O tufão Shanshan (designação internacional: 0613; designação do JTWC: 14W; designação filipina: Luis) foi um intenso tufão que afetou partes da Ásia Oriental em Setembro de 2006. Sendo o décimo terceiro sistema tropical nomeado da temporada de tufões no Pacífico de 2006, o tufão Shanshan também foi o sétimo tufão do ano operacionalmente reconhecido pela Agência Meteorológica do Japão (AMJ). Em análises pós-tempestades, o Shanshan tornou-se o oitavo tufão com a inclusão do tufão Maria. O Joint Typhoon Warning Center (JTWC) considerou o Shanshan como a décima terceira tempestade tropical e o oitavo tufão da temporada, um tufão equivalente a um furacão de categoria 4 na escala de furacões de Saffir-Simpson, considerando-se os ventos máximos sustentados por 1 minuto. O nome Shanshan foi submetido para a lista de nomes por Hong Kong e é um nome feminino comum localmente.

### Depressão tropical 15W
O Observatório de Hong Kong identificou uma depressão tropical de cerca de 360 quilômetros a leste-nordeste de Xisha em 12 de setembro e emitiu o Sinal de espera nº 1 em conformidade. A depressão tropical também exigiu a emissão do Sinal de Espera No. 1 em Macau em 2 PM UTC no mesmo dia. O JTWC a designou como uma depressão tropical, 15W, às 9 PM UTC, 12 de setembro. O JMA já havia identificado isso como uma depressão tropical. À medida que se fortalecia e se aproximava das áreas costeiras de Guangdong, o Sinal de Vento Forte nº 3 foi emitido em Hong Kong e Macau em 13 de setembro. Ele atingiu o continente no oeste de Guangdong por volta das 11h30 PM CST naquela noite e se dissipou para o interior.

### Tufão Yagi
O tufão Yagi (designação internacional: 0614; designação do JTWC: 16W) foi o tufão mais intenso da temporada de tufões no Pacífico de 2006, segundo o Joint Typhoon Warning Center (JTWC). Sendo o vigésimo ciclone tropical, o décimo quarto sistema tropical nomeado, o nono tufão e o quinto super tufão da temporada de tufões no Pacífico de 2006, Yagi formou-se de uma perturbação tropical em 17 de Setembro a nordeste de Guam e atingiu o pico de intensidade com ventos máximos sustentados de 260 km/h antes de começar a se enfraquecer e se tornar um ciclone extratropical em 25 de Setembro.

### Depressão tropical 17W
A Administração Meteorológica da China (CMA) e o Observatório de Hong Kong identificaram uma depressão tropical no sul do Mar da China Meridional em 22 de setembro. O sistema foi organizado o suficiente para ser classificado como Depressão Tropical 17W pelo JTWC no dia seguinte. Enfraqueceu sob forte cisalhamento do vento vertical e o JTWC emitiu seu parecer final sobre a Depressão Tropical 17W antes do landfall no Vietnã . A tempestade passou logo ao sul de Hainan e trouxe fortes chuvas para a área. A precipitação máxima registrada foi 143 milímetros. O CMA manteve a tempestade tropical até atingir o Vietnã na manhã de 25 de setembro. A AMC deixou o sistema como uma tempestade tropical até a tempestade fazer landfall no Vietnã.

### Tufão Xangsane (Milenyo)
O tufão Xangsane (designação internacional: 0615; designação do JTWC: 18W; designação filipina: Milenyo) foi um tufão que causou muitas vítimas e que afetou as Filipinas, Vietnã e Tailândia durante a temporada de tufões no Pacífico de 2006. O Xangsane foi o décimo quinto sistema tropical nomeado e o nono tufão reconhecido pela Agência Meteorológica do Japão (AMJ) operacionalmente durante a temporada, embora em análises pós-tempestades o Xangsane se tenha tornado o décimo tufão da temporada com a adição do tufão Maria. De acordo com o Joint Typhoon Warning Center, o Xangsane foi a décima sexta tempestade tropical e o décimo tufão da temporada. De acordo com o JTWC, a intensidade do tufão foi equivalente a um furacão de categoria 4 na escala de furacões de Saffir-Simpson, levando em consideração os ventos máximos sustentados em 1 minuto. O nome Xangsane foi submetido pelo Laos e significa elefante.

### Tempestade tropical severa Bebinca (Neneng)
Em 1 de outubro, uma área persistente de baixa pressão logo a leste das Filipinas desenvolveu-se em Depressão Tropical de 19W. O JMA já vinha monitorando a tempestade. Foi nomeado Neneng por PAGASA, e mais tarde naquela noite foi atualizado para uma tempestade tropical pelas autoridades filipinas. O JMA e o JTWC designaram a tempestade como tempestade tropical no dia seguinte, e ela foi chamada de Bebinca pelo JMA. Bebinca é um tipo de pudim de leite macaense .
O JTWC rebaixou-o para uma depressão tropical brevemente entre 4 e 5 de outubro, quando o vento cortou seu preço. Sua circulação de baixo nível ficou exposta com a entrada de ar seco no sistema, e tanto o JMA quanto o JTWC declararam a tempestade como uma depressão tropical em dissipação em 6 de outubro. Ele logo foi arrastado para a circulação de uma baixa extratropical com força de tempestade, que varreu as águas costeiras de Honshu e levou a 33 pessoas mortas ou desaparecidas.  Foi atualizado para uma tempestade tropical severa na pós-análise.

### Tempestade tropical Rumbia
Em 3 de outubro, uma depressão tropical ao sul de Minami Torishima em altas temperaturas da superfície do mar ganhou convecção suficiente e foi designada tempestade tropical Rumbia pelo JMA, embora o JTWC nem mesmo a tivesse considerado uma depressão tropical. Mais tarde naquele dia, o JTWC emitiu um Alerta de Formação de Ciclones Tropicais e começou a alertar sobre Depressão Tropical 20W no dia seguinte. A Rumbia começou lentamente a se intensificar enquanto se movia para o noroeste, mas em 6 de outubro sua circulação de baixo nível ficou totalmente exposta, e o JTWC emitiu um aviso final. O JMA fez o mesmo logo em seguida. Os remanescentes de Rumbia mais tarde tornaram-se extremamente alongados em 6 de outubro, antes de serem absorvidos pela grande baixada extratropical de Bebinca. O nome " Rumbia " vem de um tipo de palmeira conhecida como palmeira sagu .

### Tufão Soulik
O tufão Soulik (designação internacional: 0618; designação do JTWC: 21W) foi um ciclone tropical que afetou as Ilhas Marianas do Norte e Iwo Jima, Japão em meados de Outubro de 2006. Soulik foi o vigésimo quinto ciclone tropical, a décima oitava tempestade tropical e o décimo tufão da temporada de tufões no Pacífico de 2006, segundo o JTWC. Segundo a AMJ, Soulik foi o décimo oitavo sistema tropical nomeado e o décimo primeiro tufão da temporada. Soulik formou-se de uma perturbação tropical em 8 de Outubro a leste das Ilhas Marianas e seguiu para noroeste e posteriormente para nordeste sobre o Oceano Pacífico noroeste, afetando as Ilhas Marianas do Norte e Iwo Jima, antes de se tornar um ciclone extratropical em 15 de Outubro.

### Depressão tropical Ompong (PAGASA)
Em 12 de outubro, uma perturbação tropical que movia-se erraticamente na Área de Responsabilidade Filipina foi classificada como a depressão tropical Ompong pela PAGASA. A depressão movia-se lentamente para oeste em direção às Filipinas, as os ventos de cisalhamento gerados pelo Tufão Soulik preveniram qualquer intensificação. A depressão degenerou-se numa área de baixa pressão no começo da madrugada do dia seguinte.

### Tufão Cimaron (Paeng)
O tufão Cimaron (designação internacional: 0619; designação do JTWC: 22W; designação filipina Paeng, conhecido às vezes como super tufão Cimaron) foi o mais intenso ciclone tropical a atingir as Filipinas na temporada de tufões no Pacífico de 2006. Cimaron foi o vigésimo sétimo ciclone tropical, o décimo nono sistema tropical nomeado, o décimo segundo tufão e o sexto super tufão da temporada de tufões de 2006. O tufão formou-se de uma perturbação tropical em 26 de Outubro a leste das Filipinas e desenvolveu-se rapidamente antes de atingir a costa leste da ilha filipina de Luzon durante o seu pico de intensidade, com ventos máximos sustentados de 260 km/h, em 29 de Outubro. Após cruzar a ilha em 31 de Outubro, o tufão voltou a se intensificar sobre o Mar da China Meridional, atingindo o pico secundário de intensidade com ventos máximos sustentados de 205 km/h, antes de voltar a se enfraquecer devido ao cisalhamento do vento e dissipar-se completamente em 6 de Novembro.

### Tufão Chebi (Queenie)
O tufão Chebi (designação internacional: 0620; designação do JTWC: 23W; designação filipina Queenie) foi o terceiro ciclone tropical de uma série de cinco tufões a atingir as Filipinas na temporada de tufões no Pacífico de 2006. Chebi foi o vigésimo oitavo ciclone tropical, o vigésimo sistema tropical nomeado e o décimo terceiro tufão da temporada de tufões de 2006. O tufão formou-se de uma perturbação tropical em 8 de Novembro a leste das Filipinas e desenvolveu-se rapidamente antes de atingir a costa leste da ilha filipina de Luzon com ventos máximos sustentados de 195 km/h, em 10 de Novembro. Após cruzar a ilha apenas 12 horas, o tufão continuou a se enfraquecer sobre o Mar da China Meridional devido ao cisalhamento do vento e ar seco, e dissipou-se completamente em 14 de Novembro, pouco antes de atingir a ilha chinesa de Hainan.

### Tufão Durian (Reming)
O tufão Durian (designação internacional: 0621; designação do JTWC: 24W; designação filipina: Reming, às vezes chamado de super tufão Durian) foi um intenso ciclone tropical que causou estragos nas Filipinas, causando perdas massivas a vidas quando correntes de lama do Vulcão Mayon soterrou muitos vilarejos. De acordo com o Joint Typhoon Warning Center (JTWC), Durian foi a vigésima quarta depressão tropical, a vigésima terceira tempestade tropical, o décimo quarto tufão e o sétimo super tufão da temporada de tufões no Pacífico de 2006. Durian também foi o vigésimo primeiro sistema tropical nomeado e o décimo quarto tufão da temporada reconhecido pelo Centro Meteorológico Regional Especializado (CMRE) para ciclones tropicais nesta região, a Agência Meteorológica do Japão. O nome Durian foi submetida na lista de nomes pela Tailândia e refere-se a uma fruta, o Durião (Durio zibethinus)

### Tufão Utor (Seniang)
O tufão Utor (designação internacional: 0625; designação do JTWC: 25W; designação filipina: Seniang) foi um intenso ciclone tropical que atingiu a região central das Filipinas em meados de Dezembro de 2006. Utor foi o trigésimo ciclone tropical, o vigésimo segundo sistema tropical nomeado e o décimo quinto tufão da temporada de tufões no Pacífico de 2006. O tufão formou-se de uma perturbação tropical a leste das Filipinas e desenvolveu-se rapidamente antes de alcançar a região central do arquipélago filipino em 9 de Dezembro, com ventos de até 185 km/h. Posteriormente o tufão seguiu para o Mar da China Meridional, onde encontrou condições meteorológicas desfavoráveis e dissipou-se completamente em 14 de Dezembro.

### Tempestade tropical Trami (Tomas)
Em 6 de dezembro, uma área de distúrbios meteorológicos a sudoeste de Guam foi classificada como uma depressão tropical, e pelo JTWC no dia seguinte. Logo em seguida, a AMJ classificou o sistema numa tempestade tropical e lhe atribuiu o nome de Trami. Assim que o sistema adentrou a área de responsabilidade das Filipinas ganhou o nome de Tomas, dado pela PAGASA. No entanto, as condições hostis impediram o desenvolvimento do sistema e em 18 de dezembro, o JTWC emitiu seu último aviso sobre o sistema e a AMJ fez o mesmo no dia seguinte.

## Energia ciclônica acumulada
| 1             | 51,908 | Ioke     | 12 | 12,031 | Soulik    |
| 2             | 28,963 | Yagi     | 13 | 9,970  | Chebi     |
| 3             | 28,388 | Ewiniar  | 14 | 4,183  | Bilis     |
| 4             | 25,193 | Durian   | 15 | 4,165  | Prapiroon |
| 5             | 24,348 | Shanshan | 16 | 4,075  | Wukong    |
| 6             | 24,090 | Chanchu  | 17 | 3,823  | Maria     |
| 7             | 23,876 | Cimaron  | 18 | 2,030  | Bopha     |
| 8             | 21,803 | Xangsane | 19 | 1,918  | Bebinca   |
| 9             | 19,020 | Saomai   | 20 | 1,055  | Jelawat   |
| 10            | 14,226 | Utor     | 21 | 1,008  | Sonami    |
| 11            | 13,975 | Kaemi    | 22 | 0,245  | Rumbia    |
| Total:320,049 |        |          |    |        |           |

A tabela a direita mostra a Energia ciclônica acumulada (ECA) para cada ciclone tropical formado durante a temporada. A ECA é, de forma abrangente, uma energia medida da tempestade multiplicada pelo tempo em que a mesma existiu. Quanto mais tempo dura e quanto mais forte a tempestade, a mesma terá uma ECA maior. A ECA somente é calculada para aqueles sistemas que alcancem força de tempestade tropical, ou seja, sistemas cujos ventos alcancem 63 km/h ou mais.

## Nomes das tempestades
Ciclones tropicais que se formam ou adentram o Oceano Pacífico noroeste são nomeados pelo Centro Meteorológico Regional Especializado (CMRE) de Tóquio, pertencente a Agência Meteorológica do Japão. A lista é usada sequencialmente, ou seja, não há uma lista determinada para um único ano. Os nomes são dados pelos treze membros do comitê da Organização Meteorológica Mundial para tufões, exceto pela Singapura. Estes treze países ou territórios, junto com a Micronésia. Cada país ou território contribui com dez nomes, que são organizados alfabeticamente conforme o nome (em inglês) do país contribuinte. Esta é a mesma lista usada para a temporada de 2005, exceto por Noul, Mujigae, Mirinae, Fanapi, Dolphin, e Lionrock que substituíram respectivamente Pongosa, Maemi, Sudal, Ranamin, Yanyan e Tingting. O primeiro sistema nomeado em 2008 será Nogumi.
| Nação contribuinte | Nomes     | Nomes     | Nomes     | Nomes    | Nomes    |
| ------------------ | --------- | --------- | --------- | -------- | -------- |
| Camboja            | Damrey    | Kong-rey  | Nakri     | Krovanh  | Sarika   |
| China              | Haikui    | Yutu      | Fengshen  | Dujuan   | Haima    |
| Coreia do Norte    | Kirogi    | Toraji    | Kalmaegi  | Mujigae  | Meari    |
| Hong Kong          | Kai-Tak   | Man-yi    | Fung-wong | Choi-wan | Ma-on    |
| Japão              | Tembin    | Usagi     | Kammuri   | Koppu    | Tokage   |
| Laos               | Bolaven   | Pabuk     | Phanfone  | Ketsana  | Nock-ten |
| Macau              | Chanchu   | Wutip     | Vongfong  | Parma    | Muifa    |
| Malásia            | Jelawat   | Sepat     | Nuri      | Melor    | Merbok   |
| Micronésia         | Ewiniar   | Fitow     | Sinlaku   | Nepartak | Nanmadol |
| Filipinas          | Bilis     | Danas     | Hagupit   | Lupit    | Talas    |
| Coreia do Sul      | Kaemi     | Nari      | Jangmi    | Sudal    | Noru     |
| Tailândia          | Prapiroon | Wipha     | Mekkhala  | Nida     | Kulap    |
| Estados Unidos     | Maria     | Francisco | Higos     | Son Tinh | Roke     |
| Vietnã             | Saomai    | Lekima    | Bavi      | Conson   | Sonca    |
| Camboja            | Bopha     | Krosa     | Maysak    | Chanthu  | Nesat    |
| China              | Wukong    | Haiyan    | Haishen   | Dianmu   | Haitang  |
| Coreia do Norte    | Sonamu    | Podul     | Noul      | Mindulle | Nalgae   |
| Hong Kong          | Shanshan  | Lingling  | Dolphin   | Lionrock | Banyan   |
| Japão              | Yagi      | Kajiki    | Kujira    | Kompasu  | Washi    |
| Laos               | Xangsane  | Faxai     | Chan-hom  | Namtheun | Pakhar   |
| Macau              | Bebinca   | Peipah    | Linfa     | Malou    | Sanvu    |
| Malásia            | Rumbia    | Tapah     | Nangka    | Meranti  | Mawar    |
| Micronésia         | Soulik    | Mitag     | Soudelor  | Fanapi   | Guchol   |
| Filipinas          | Cimaron   | Hagibis   | Molave    | Malakas  | Talim    |
| Coreia do Sul      | Chebi     | Neoguri   | Goni      | Megi     | Doksuri  |
| Tailândia          | Durian    | Rammasun  | Morakot   | Chaba    | Khanun   |
| Estados Unidos     | Utor      | Matmo     | Etau      | Aere     | Vicente  |
| Vietnã             | Trami     | Halong    | Vamco     | Songda   | Saola    |

Um sistema, o furacão Ioke entrou na bacia do Pacífico norte, deixando a bacia do Pacífico central, retendo seu nome atribuído originalmente pelo Centro de Furacões do Pacífico Central (CPHC). Também foi dado ao sistema o número de tufão internacional 0612, dado pela AMJ.

### Filipinas
A Administração de Serviços Atmosféricos, Geofísicos e Astronômicos das Filipinas (PAGASA) usa a sua própria lista (não-oficial) para dar nomes aos ciclones tropicais que se formam ou adentram na área de responsabilidade da agência. As listas são recicladas a cada quatro anos. O nome "Glenda" foi usado pela primeira fez, sendo que substituiu "Gloria".
| - Agaton - Basyang - Caloy - Domeng - Ester - Florita - Glenda | - Henry - Inday - Juan - Katring - Luis - Milenyo - Neneng | - Ompong - Paeng - Queenie - Reming - Seniang - Tomas - Usman (sem usar) | - Venus (sem usar) - Waldo (sem usar) - Yayang (sem usar) - Zeny (sem usar) - Agila (sem usar) - Bagwis (sem usar) - Chito (sem usar) | - Diego (sem usar) - Elena (sem usar) - Felino (sem usar) - Gundig (sem usar) - Harriet (sem usar) - Indang (sem usar) - Jessa (sem usar) |

Na 39ª reunião do comitê ESCAP/WMO sobre tufões in Manila, Filipinas, em Dezembro de 2006, foi decidido que cinco nomes - Chanchu, Bilis, Saomai, Xangsane e Durian deveriam ser retirados, sendo que os nomes foram escolhidos na seguinte reunião do comitê, em Dezembro de 2007. Na 40ª reunião do comitê ESCAP/WMO sobre tufões, os nomes Sanba, Maliksi, Son Tinh, Leepi e Mangkhut foram escolhidos respectivamente.